# Missouri Valley Barn Dance

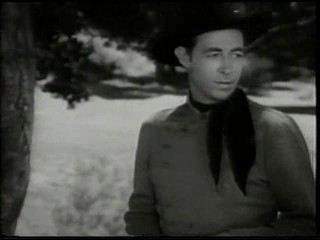
Eddie Dean

Der Missouri Valley Barn Dance war eine US-amerikanische Country-Sendung, die von WNAX aus Yankton, South Dakota, gesendet wurde.

## Geschichte

### Anfänge
WNAX war einer der ersten Radiosender, der auf Sendung ging, und nannte sich selbst „voice of the bridge builders“. 1943 wurde der größte Funkturm der Welt für WNAX gebaut und durch wachsende Popularität begann man, eine Barn Dance Show mit Hillbilly-Musik zu planen, um den traditionellen Bevölkerungsgruppen Unterhaltung zu bieten. Der erste Missouri Valley Barn Dance wurde um 1944 abgehalten. Jedoch war das Prinzip ungewöhnlich für eine damalige Samstagabend-Show: Das Publikum kam nämlich nicht zur Show, sondern die Show zum Publikum. Jeden Samstag gastierte die Sendung in einer anderen Stadt in Nebraska, Minnesota, South Dakota oder Iowa.

### Erfolge
Direktor und Produzent der Show war Herb Howard, der zuvor schon beim WLS National Barn Dance angestellt war. Nach einem halbstündigen Vorprogramm wurde die eigentliche Show, die eine Stunde dauerte, im Radio übertragen, gefolgt von einem Square Dance. Der Eintrittspreis lag bei einem Dollar. Über die Jahre war der Missouri Valley Barn Dance sehr beliebt und zog in jeder Stadt eine große Menge von Menschen an, die sich nach einer arbeitsreichen Woche etwas Unterhaltung gönnten.
Einige der Mitglieder der Show waren Eddie Dean, ein Western-Schauspieler, dessen Bruder Billy, Al’s Rhythm Rangers, Jack Reno, Ben & Jessie Norman sowie die Carson Sisters. Komiker der Show waren „Cousin“ Elmer Twirp und Little Eller, die mit ihrer Komik-Nummern einer der größten Attraktionen der Show war. Ellers Mann, Smokey Ward, war Moderator der Show und tat sich ebenfalls etwas als Komiker hervor. Zum Beginn jeder Show war sein Ausspruch zu hören:

## Gäste und Mitglieder
- Johnnie White and the Sons of the West
- Ben & Jessie Norman
- Larry O’Malley
- Happy Jack O’Malley
- The Carson Sisters
- Jimmie & Dick
- Al’s Rhythm Rangers
- Billy Dean
- Eddie Dean
- The Novelty Boys
- Jack Reno
- Sunny Dale
- Cousin Elmer Twirp
- Little Eller
- Muriel Mae